# Хейфец, Яша
Я́ша Хе́йфец (полное имя Ио́сиф Руви́мович Хе́йфец, 20 января [2 февраля] 1901, Вильна — 10 декабря 1987, Лос-Анджелес) — русский и американский скрипач еврейского происхождения. Считается одним из величайших скрипачей XX века.

## Биография
Родился 20 января (по старому стилю) 1901 года в Вильно (Российская империя) в семье преподавателя игры на скрипке Ру́вина Э́лиевича Хе́йфеца (1872—1957) и Хаи Израилевны Шарфштейн (1877—1947), уроженцев Полоцка. У Хейфеца было две сестры — Песя (впоследствии Полина, 1903—1976, пианистка, вышла замуж за музыканта и критика Сэмюэла Хоцинова) и Эльза (1905—1998, вышла замуж за драматурга Сэмюэла Натаниэля Бермана). Начал учиться игре на скрипке в трёхлетнем возрасте и вскоре прослыл вундеркиндом. Первым преподавателем был известный виленский педагог Илья Малкин, с 1908 года он начал также изучать теоретические дисциплины у Константина Галковского. В возрасте пяти лет и десяти месяцев впервые принял участие в публичном концерте, в дальнейшем выступал регулярно в сборных концертах учеников музыкального училища Виленского отделения Императорского Русского музыкального общества, неизменно удостаиваясь восторженных отзывов прессы. В возрасте двенадцати лет Хейфец исполнял концерты П. И. Чайковского, Г. Эрнста, М. Бруха, пьесы Н. Паганини, И. С. Баха, П. Сарасате, Ф. Крейслера.
В 1910 году начал учиться в Санкт-Петербургской консерватории: сначала у О.А. Налбандяна, затем у Леопольда Ауэра. Начало мировой славе Хейфеца положили концерты в 1912 году в Берлине, где он выступал с Берлинским филармоническим оркестром под управлением Сафонова (24 мая) и Артура Никиша (28 сентября), затем он дал концерт в Гамбурге. В 1913 году во время европейских гастролей посетил Швецию и Германию, где познакомился с Фрицем Крейслером.
В 1916 году в составе класса Ауэра гастролировал в странах Скандинавии. В 1917 году впервые посетил США, где 17 октября выступил в Карнеги-холле, после чего предпочёл остаться в США (американское гражданство получил в 1925 году).
7 ноября 1917 года впервые записал свою игру в коммерческих целях.
В 1934 году гастролировал в СССР: дал шесть концертов в Москве и Ленинграде, а также общался со студентами Московской и Ленинградской консерваторий на темы исполнительства и преподавания игры на скрипке. Во время Второй мировой войны часто выступал перед солдатами на фронте, чтобы поднять их боевой дух.

### Четвёртые гастроли в Израиле
В 1953 году, во время четвёртых гастролей в Израиле, Хейфец включил в свою программу Скрипичную сонату Рихарда Штрауса. В то время Штраус рассматривался многими израильтянами как нацистский композитор, и его произведения были неофициально запрещены в Израиле вместе с произведениями Вагнера. Несмотря на просьбу правительства Израиля изменить программу, непокорный Хейфец заявил: «Музыка выше этих факторов… Я не изменю мою программу. Я имею право сам выбирать свой репертуар». В ходе всего тура публика встречала сонату Штрауса гробовым молчанием.
Хейфец получил несколько писем с угрозами, но по совету Бен-Гуриона проигнорировал их. Однажды после концерта в Иерусалиме, возле гостиницы «Царь Давид» к нему подошёл молодой человек и попытался ударить его железным прутом. Хейфецу удалось правой рукой защитить от удара свою скрипку. Когда нападавший начал убегать, Хейфец крикнул своим спутникам, которые были вооружены, чтобы они стреляли в убегавшего, однако тот так и не был задержан. Нападение впоследствии приписали раскрытой за два месяца до этого террористической группе «Малхут Исраэль» (известной также как «црифинское подполье»). Угрозы продолжали приходить, но Хейфец заявил, что не прекратит исполнять Штрауса. Последний концерт был отменён, поскольку распухшая правая рука продолжала болеть. Хейфец покинул Израиль и не посещал его до 1970 года.
Международный конкурс скрипачей имени Яши Хейфеца проводится с 2001 года на родине Хейфеца, в Вильнюсе.

## Педагог

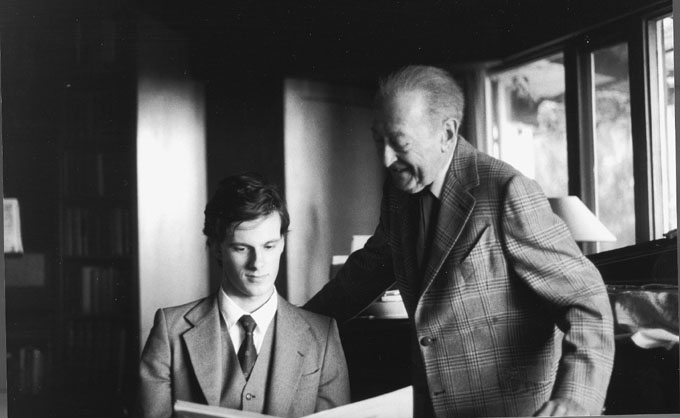
Рудольф Кулман и Яша Хейфец (Лос-Анджелес, 1979)

В 1972 году перестал выступать с концертами и перешёл к преподаванию в университетах Калифорнии — вначале в Калифорнийском университете, затем в Университете Южной Калифорнии, где работал рядом со своими друзьями и коллегами — музыкантами Григорием Пятигорским и Уильямом Примроузом. На протяжении нескольких лет в 1980-х годах он также давал частные уроки в своём доме в Беверли-Хиллз.
За свою преподавательскую карьеру Хейфец воспитал таких видных исполнителей, как Пьер Амуайяль, Эрик Фридман, Рудольф Кулман, Юваль Ярон, Юджин Фодор, Кэрол Синдэлл, Адам Хан-Горский, Роберт Витте, Элизабет Матески, Клэр Ходжкинс, Юкико Камеи, Варуян Коян, Шерри Клосс, Элейн Скородин, Пол Розенталь, Айк Агус.
В настоящее время бывшая студия Хейфеца в Колбёрнской школе используется для проведения мастер-классов и служит источником вдохновения для учащихся консерватории.
Скончался в госпитале Седарс-Синай в Лос-Анджелесе 10 декабря 1987 года. Прах музыканта был развеян над морем.

### Награды и звания
- Командор ордена Почётного легиона (1957)
- Почётный доктор музыковедения Северо-Западного университета (1949)
- Почётный вице-президент Международного общества Кастельнуово-Тедеско (1977)